# Demigod
A Demigod finn death metal zenekar. 1990-ben alakultak Loimaa városában.

## Története
Első demójukat 1991-ben adták ki. 1992-ben már meg is jelent "Slumber of Sullen Eyes" címmel a legelső nagylemezük, amelyet a Terrorizer magazin "40 death metal album, amelyet hallanod kell" listájára is felkerült. Az album a metal rajongók körében nagy népszerűségnek örvend. A Demigod 2002-ben feliratkozott a Spinefarm Records-hoz, és az ugyanebben évben elkészült második albumukat ők dobták piacra. A 2007-es "Let Chaos Prevail" album viszont a spanyol "Xtreem Music" gondozásában jelent meg. 

## Tagjai
- Esa Lindén - ének (1990-1994, 1997-2001, 2010-), gitár (1990-1993)
- Jussi Kiiski - gitár (1991-2008, 2010-)
- Tuomas Karppinen - gitár (2007-2008, 2010-)
- Sami Vesanto - basszusgitár (1993-2008, 2010-)
- Tuomo Latvala - dob (2002-2008, 2010-)

Korábbi tagok
- Seppo Taatila - dob (1990-2002)
- Tero Laitinen - basszusgitár (1990-1993), gitár (1994-2007)
- Mika Haapasalo - gitár (1992), ének (1994-1997)
- Tuomas Ala-Nissila - ének (2001-2008)
- Ali Leiniö - ének (2001)

## Diszkográfia
- Unholy Domain (demó, 1991)
- Slumber of Sullen Eyes (album, 1992)
- Shadow Mechanics (album, 2002)
- Let Chaos Prevail (album, 2007)